# كارولين دينين
كارولين دينين (بالفرنسية: Caroline Dhenin)‏ مواليد 13 يونيو 1973، هي لاعبة كرة مضرب فرنسية سابقة وكانت تلعب باليد اليمنى. أعلى تصنيف لها في الفردي كان المركز الـ 141 في سنة 1997. أعلى تصنيف لها في الزوجي كان المركز الـ 49 في سنة 2004.

## روابط خارجية
- كارولين دينين على موقع رابطة محترفات التنس (الإنجليزية)
- كارولين دينين على موقع الاتحاد الدولي لكرة المضرب (الإنجليزية)
- كارولين دينين على موقع خلاصة التنس.كوم (الإنجليزية)